# Olaf Winter (Kanute)
Olaf Winter (* 18. Juli 1973 in Neustrelitz) ist ein ehemaliger deutscher Rennkanute.
Winter begann seine Karriere im Kanurennsport beim WSV Einheit Neustrelitz und wurde später zum SC Neubrandenburg delegiert. 1996 wechselte er zur KG Essen.
Bei den Olympischen Spielen 1996 in Atlanta wurde er zusammen mit Thomas Reineck, Detlef Hofmann und Mark Zabel Olympiasieger im Vierer-Kajak über 1000 m und erhielt dafür mit seinen Vierer-Kameraden das Silberne Lorbeerblatt. Bei der Weltmeisterschaft 1999 holte er zusammen mit Jan Schäfer die Bronzemedaille im Zweier-Kajak über 1000 m. Bei den Olympischen Spielen 2000 in Sydney belegte er mit Andreas Ihle im Zweier-Kajak über 1000 m den vierten Platz und beendete danach seine Karriere.
Anschließend studierte er Journalistik und Wirtschaftspolitik an der Universität Dortmund. Zwischen 2004 und 2010 war er als Kommentator für Kanu-Übertragungen beim Fernsehsender Eurosport tätig.
Olaf Winter lebt in Essen, ist verheiratet und hat drei Kinder.